# Daniel Florence O'Leary
Pour les articles homonymes, voir O'Leary.
Daniel Florence O'Leary (irlandais : Dónall Fínín Ó Laoghaire), né le 14 février 1801 à Cork et mort le 24 février 1854 à Bogota,  est un général irlandais et diplomate britannique en Colombie qui, pendant les guerres d'indépendance en Amérique du Sud, devint aide de camp de Simón Bolívar.

## Famille et jeunesse
O'Leary naît à Cork dans une famille de marchands aisés. Son grand-père paternel y avait ouvert une épicerie, dont héritent ses fils Daniel et Jeremiah. Ce dernier épouse Catherine Burke, qui provient d'une famille de tailleurs et de commerçant. De cette union naissent dix enfants, Daniel Florence est le huitième. Les marchands de Cork se sont enrichis pendant les guerres napoléoniennes grâce aux commandes de la Royal Navy. Pour eux, 1815 marque la fin de ce commerce florissant. Jeremiah O'Leary fait faillite deux ans plus tard, son fils, Daniel Florence, âgé de seize ans, décide de rejoindre l'armée. Il se rend à Londres et est recruté par la Légion britannique comme second lieutenant dans le corps des Venezuelan Red Hussars.

## En Amérique du Sud avec Simón Bolívar
En décembre, le régiment embarque à Portsmouth et arrive, en avril 1818, à Angostura. O'Leary apprend l'espagnol puis se rend en Guyana pour rejoindre les troupes de Simón Bolívar. Là il rencontre le général Carlos Soublette, son futur beau-père, et est incorporé dans l'état-major du général José Antonio Anzoátegui. O'Leary se distingue lors des batailles et gravit les échelons de l'armée et devient aide de camp d'Anzoátegui. En 1819, il est décoré de l'Ordre du Libérateur par Bolívar et devient son aide de camp. Il l'accompagne, en 1820, à Trujillo pour la signature d'un armistice avec le gouvernement libéral espagnol, puis à Carabobo, le 24 juin 1821, pour sceller l'indépendance du Venezuela. O'Leary est nommé colonel, en 1827, et épouse un an plus tard Soledad Soublette. En 1829, il est aux côtés du général Antonio José de Sucre à la bataille de Portete de Tarqui et est fait général de brigade par Bolívar en 1830.

## Après la mort de Simón Bolívar
En 1831, après la mort de Bolivar, O'Leary se rend à la Jamaïque, où il se concentre sur la compilation et le tri de ses archives et commence à rédiger ses mémoires, publiés par son fils, Simon Bolivar O'Leary, en 1880, intitulées Memorias del General O'Leary. Dès 1831, il travaille dans des missions diplomatiques à l'étranger et, en 1834, il est nommé secrétaire du ministre plénipotentiaire chargé de l'Europe, le général Mariano Montilla, et voyage pendant six années en Espagne, France, Angleterre et États pontificaux.
Il devient ensuite secrétaire de Carlos Soublette lorsqu'il est nommé pour représenter le Venezuela dans les négociations pour la reconnaissance officielle de la République par l'Espagne, entre 1835 et 1837. O'Leary participe à la réunion entre Soublette et le général Pablo Morillo en Galice en 1835. Il rend ensuite visite à sa sœur à Cork. En 1841, il rentre au Venezuela, cette fois en tant que consul britannique à Caracas, puis à Puerto Cabello, en 1841, et enfin à Bogota. Il rentre en Europe pour raison de santé, en 1852, et revient en décembre 1853.
Il meurt de ce que l'on nomme alors une crise d'apoplexie (aujourd'hui un accident vasculaire cérébral) à Bogota le 24 février 1854. Ses restes sont transférés plus tard à Caracas, puis en 1882 au Panthéon national du Venezuela.

## Dans la culture populaire
Il est joué a l'écran par l'acteur Iwan Rheon dans le film de 2012 Libertador